# Hygophum hygomii
Hygophum hygomii is een straalvinnige vissensoort uit de familie van de lantaarnvissen (Myctophidae). De wetenschappelijke naam van de soort werd als Scopelus hygomii in 1892 gepubliceerd door Christian Frederik Lütken.